# Jrushchovka

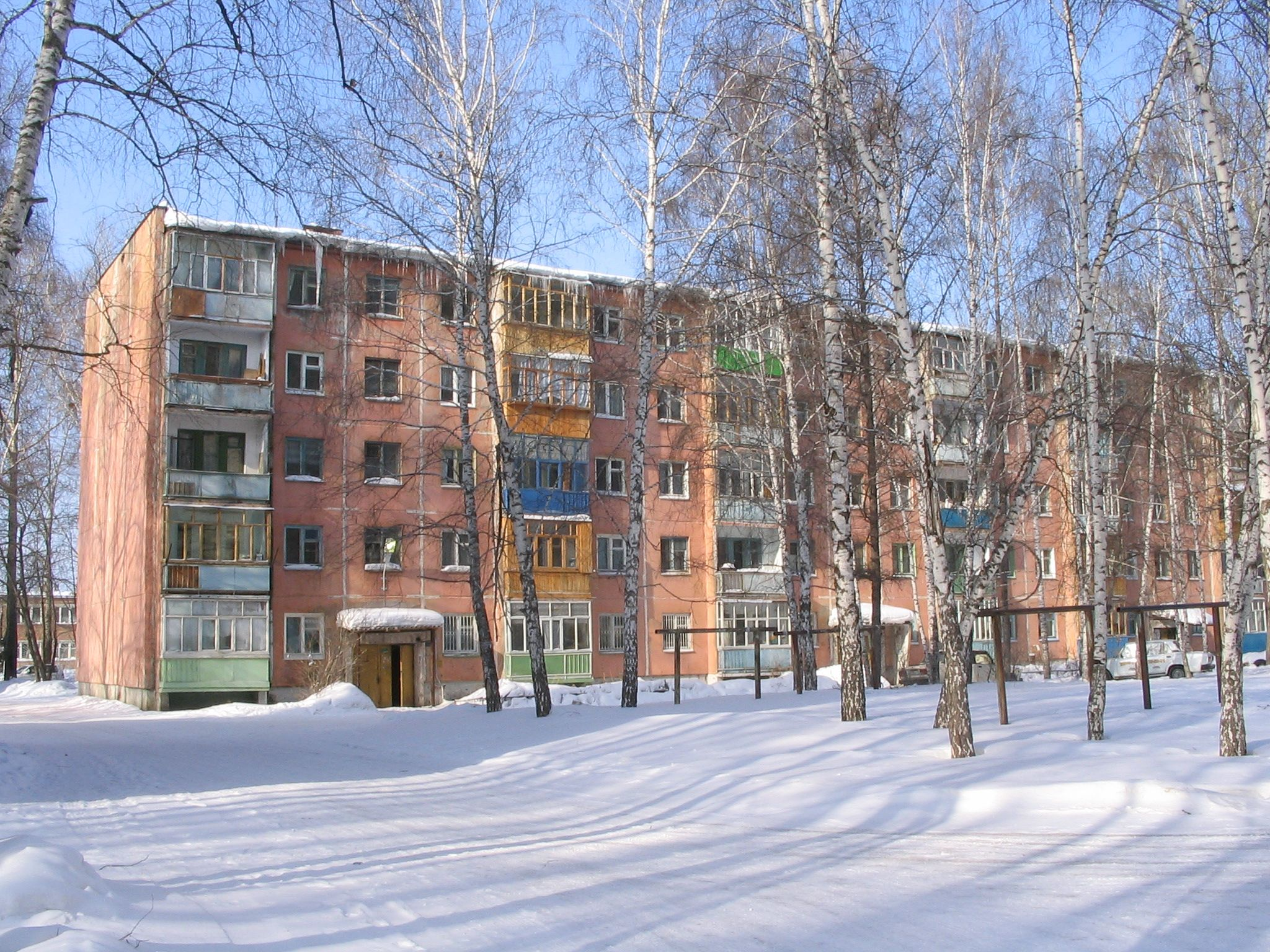
Jrushchovka construida con paneles en la mediana ciudad siberiana de Tomsk.

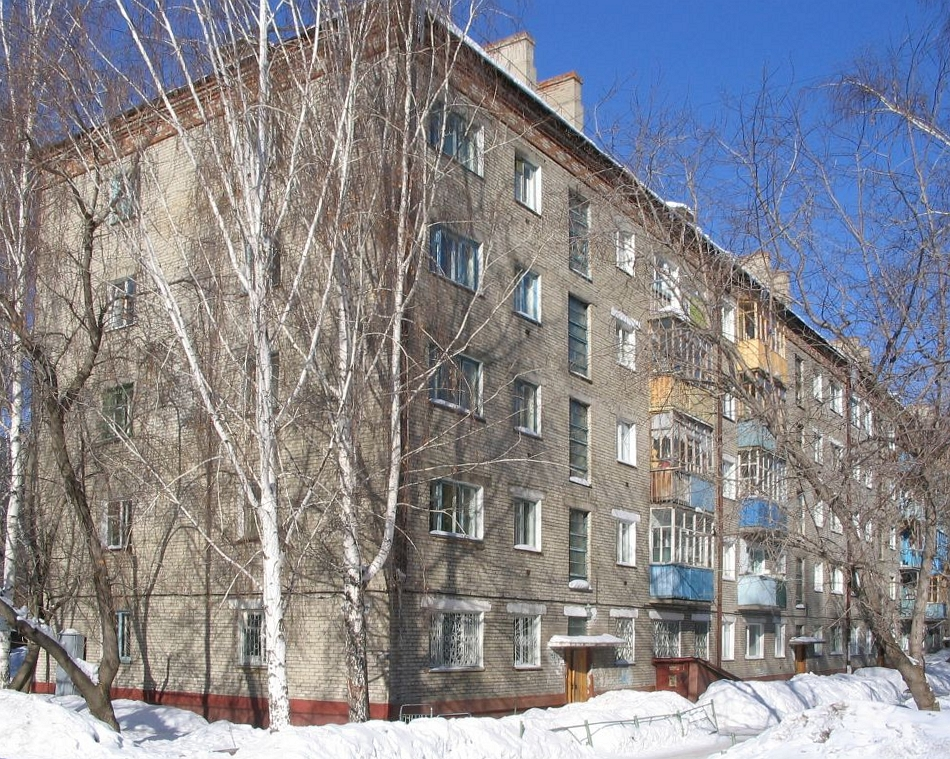
Jrushchovka de ladrillos, también en Tomsk.

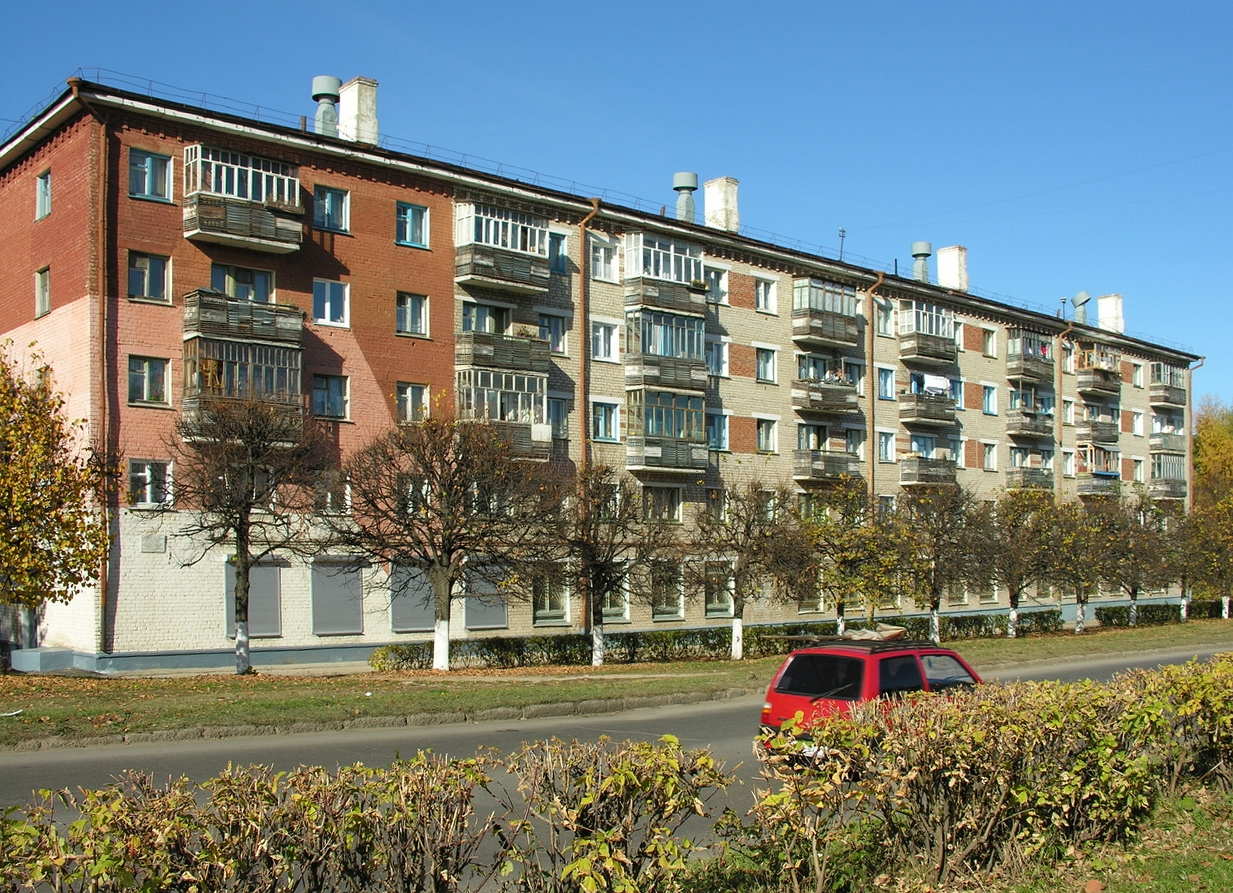
Otra jrushchovka de ladrillos, en la localidad de Cheboksary.

Las jrushchovkas (en ruso: хрущёвка) son edificios de departamentos prefabricados (con paneles o ladrillos) construidos en la antigua Unión Soviética, de forma similar a los tradicionales monobloques o monoblocks. Deben su nombre al líder Nikita Jrushchov, ya que ese tipo de edificaciones comenzaron a ser construidas durante su gobierno (1953-1964).

## Historia
La albañilería tradicional era —y es— exigente respecto de la cantidad mano de obra necesaria, además de que los proyectos de construcción individual suelen ser bastante lentos y no muy escalables, en particular cuando se debía hacer frente a las necesidades habitacionales de las grandes ciudades soviéticas en las que la mayoría de la población vivía en pisos compartidos por varias familias, llamadas popularmente kommunalka.
Para afrontar la crisis habitacional aguda que tuvo lugar en la Unión Soviética (sobre todo de la Rusia europea), luego de la finalización de la Gran Guerra Patriótica (el Frente Oriental de la Segunda Guerra Mundial), entre 1947 y 1951 los arquitectos soviéticos evaluaron la aplicación de nuevas tecnologías alternativas. Estas básicamente debían satisfacer dos puntos esenciales: recortar costes y la rapidez en la construcción. En enero de 1950, aún en tiempos de Iósif Stalin, tuvo lugar una convención de arquitectos supervisada por Nikita Jrushchov (quien para entonces era el jefe local del PCUS en la ciudad de Moscú), en la que formalmente se declaró la necesidad y el objetivo de desarrollar tecnologías de construcción de viviendas de bajo costo y alta velocidad de edificación.
Para ese propósito se construyeron dos plantas de cemento prefabricado en las inmediaciones de Moscú (llamadas Présnenski y Joroshevski, construidas en 1953 y 1954 respectivamente). Para ese tiempo, se probaron los diseños experimentales competidores a escala real, y los paneles de hormigón prefabricados emergieron como el claro ganador. Otras alternativas, como producir el hormigón en el mismo lugar (in situ) de edificación, así como la posibilidad de alentar la construcción individual de viviendas, fueron descartadas como una “herejía”[cita requerida]. En el período comprendido entre 1954 y 1961, el ingeniero Vitali Lagutenko, principal planificador de Moscú desde 1956, diseñó y probó el proceso industrializado de construcción a escala masiva, confiando en fábricas de paneles de hormigón y en la diagramación de una rápida línea de producción.
En 1961, el instituto de Lagutenko lanzó el diseño K-7 para una edificación de 5 pisos, que con el paso de los años llegaría a ser el símbolo principal de las jrushchovkas. En Moscú, entre 1961 y 1968, se construyeron nada menos que 64.000 unidades de las K-7, abarcando una superficie total combinada de unos 3.000.000 m². Pero eso era tan solo el comienzo. En la capital soviética, las limitaciones de espacio disponible forzaron a cambiar la altura de los edificios a los 9 o 12 pisos. Por su parte, las últimas jrushchovkas originales de cinco plantas edificadas en la entonces capital soviética serían finalizadas en 1971. En el resto de la URSS se siguieron construyendo hasta la caída del comunismo soviético y la sobreviviente desintegración del Estado Soviético. Muchas de ellas (tal vez millones) ya han pasado su período de vida útil, originalmente estipulado en unos 25 años.

## Diseño

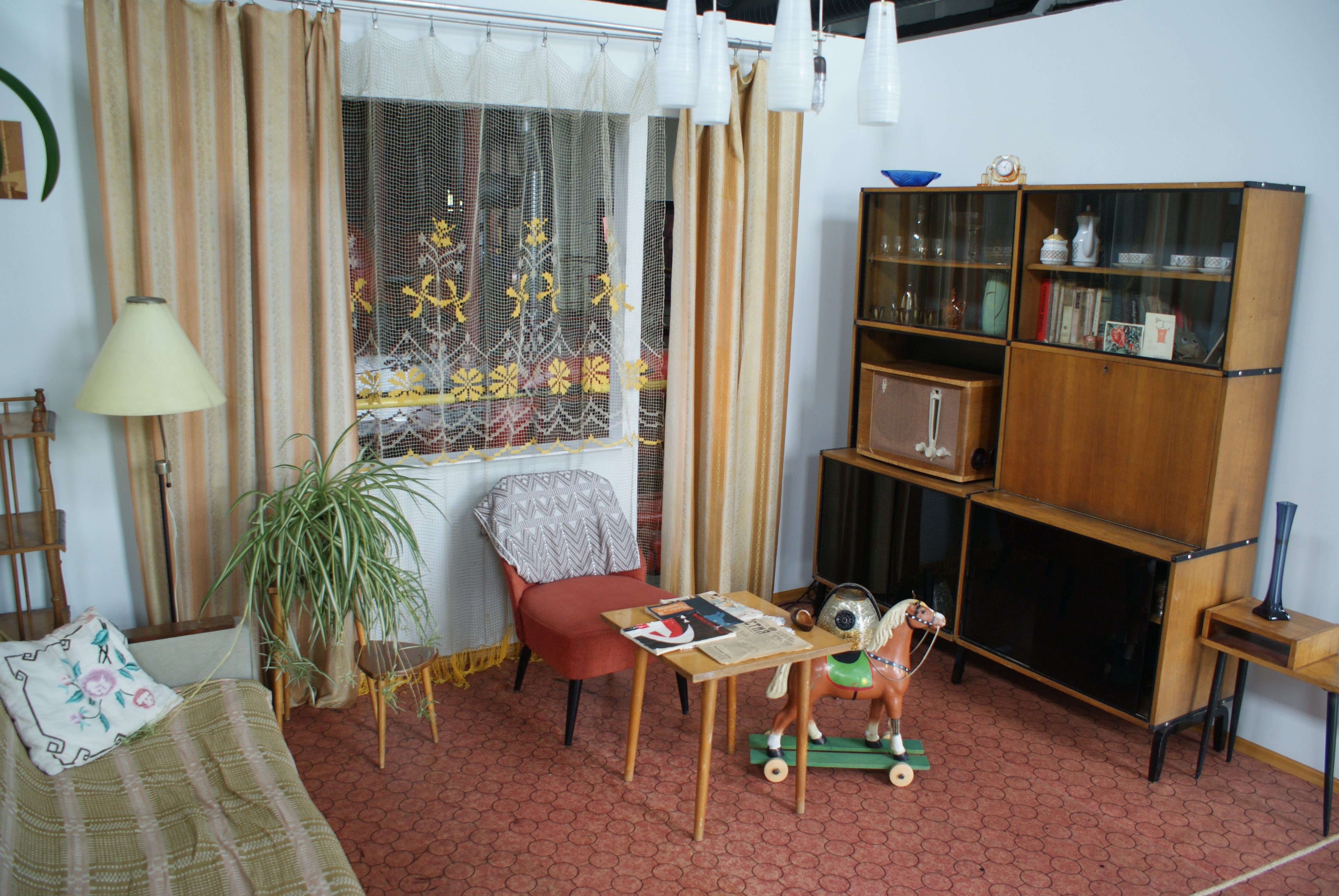
Réplica del interior de una Jruschovka

El concepto que posteriormente llegaría a ser conocido como jrushchovka fue un temprano intento soviético de erigir edificios prefabricados, construidos con paneles de hormigón que eran transportados en camión hasta su destino durante la fase de ensamblaje final.
En la URSS de ese tiempo se consideraba que los ascensores eran demasiado costosos y complicados de instalar, y de acuerdo a los estándares de salud y seguridad soviéticos cinco pisos era la máxima altura recomendable para un edificio sin ascensor. Por lo tanto, la inmensa mayoría de las jrushchovkas tienen una altura máxima de cinco pisos. Asimismo, poseían baños combinados (hasta entonces la bañera y el inodoro se ubicaban en dos estancias separadas). Estos habían sido introducidos originalmente en el premiado edificio Bolsháya Kalúzhskaya, introducido por Iván Vladislávovich Zholtovski, pero Vitali Pávlovich Lagutenko decidió achicarlo un poco, reemplazando las bañeras o tinas convencionales por unas de 1,2 metros de largo (las cuales, si bien no permitían estar en posición completamente horizontal, permitían sentarse). Una vez completados los cubículos de los baños, los cuales eran ensamblados en la planta de Joroshevski, eran llevados en camión hacia el sitio de construcción. Una vez instalados allí, las cuadrillas de obreros conectarían las cañerías al suministro de agua potable y a las cloacas o conductos de desagüe, según correspondiese. Algunos diseñadores, para intentar ahorrar costos, incluso llegaron a considerar la combinación de pequeñas “micro tinas” con la taza del propio inodoro, pero esa descabellada idea fue prontamente abandonada.[cita requerida] Por su parte, las cocinas también eran pequeñas, usualmente de unos 6 metros cuadrados.
Esta era común en algunas casas de gente relativamente acomodada durante la época estalinista anterior, algunas de las cuales tenían una sala de estar dedicada. Las típicas dimensiones de los apartamentos de la serie K-7 eran de 30 m² (para una habitación); 44m² (para dos habitaciones) y 60 m² (para tres). Los diseños posteriores redujeron aún más esas ya de por sí pequeñas áreas. Las habitaciones del diseño K-7 original eran “totalmente aisladas”, en el sentido de que estaban conectadas a un pequeño vestíbulo o hall de entrada, en vez de estar enlazadas entre ellas. Los diseños posteriores (como la П-35 o P-35) dejaron de poseer esa “redundancia”: a partir de ellos los residentes tendrían que necesariamente pasar a través de la sala de estar para dirigirse hacia las habitaciones. Estos departamentos fueron planeados para las familias pequeñas, pero en la vida real no era del todo inusual que hasta tres generaciones (6 o 7 personas en total) conviviesen juntas en esas viviendas de dos habitaciones. Algunos de los apartamentos tenían un cuarto de servicio adicional, destinado teóricamente al almacenamiento de algunos bienes. No obstante, los privilegiados que los poseían solían aprovecharlo como una habitación adicional, aunque sin ventana (ni por lo tanto ventilación adecuada).
Esta uniforme y peculiar disposición arquitectónica en forma de «tubo» o «salchicha» fue satirizada en la comedia soviética de fines de 1975 Ironía del destino, ¡o disfrute de su baño! (Ирония судьбы, или С лёгким паром!, transliterado como Iróniya sudbý, ili S liógkim párom!), dirigida por Eldar Ryazánov. En ella, varios amigos que se habían reunido en un tradicional baño público para festejar el año nuevo «a lo ruso» (es decir, bebiendo en exceso), deben despedir a uno de ellos (Pávlik, Aleksandr Shírvindt) en uno de los aeropuertos de Moscú, para tomar un vuelo hacia la ciudad de Leningrado (la actual San Petersburgo). Sin embargo —debido a su estado de ebriedad— se equivocan de persona y terminan embarcando en el avión a otro compañero, de nombre Zhenya Lukashin (representado por Andréi Myagkov). Una vez en su nueva ciudad de destino (sin saberlo debido a su pesada resaca), le dice al taxista que lo conduzca hasta su calle y número, los cuales por coicidencia también existían en Leningrado. Incluso tanto el edificio como la ubicación de su departamento dentro de él (y hasta la llave) eran iguales a los de su vivienda en la entonces capital de la URSS. Una vez dentro, la disposición de los muebles le pareció similar a la de su casa, y rápidamente se acostó a dormir. Hasta que la verdadera inquilina se dio cuenta de que había un extraño durmiendo en su propia cama.

## En la actualidad

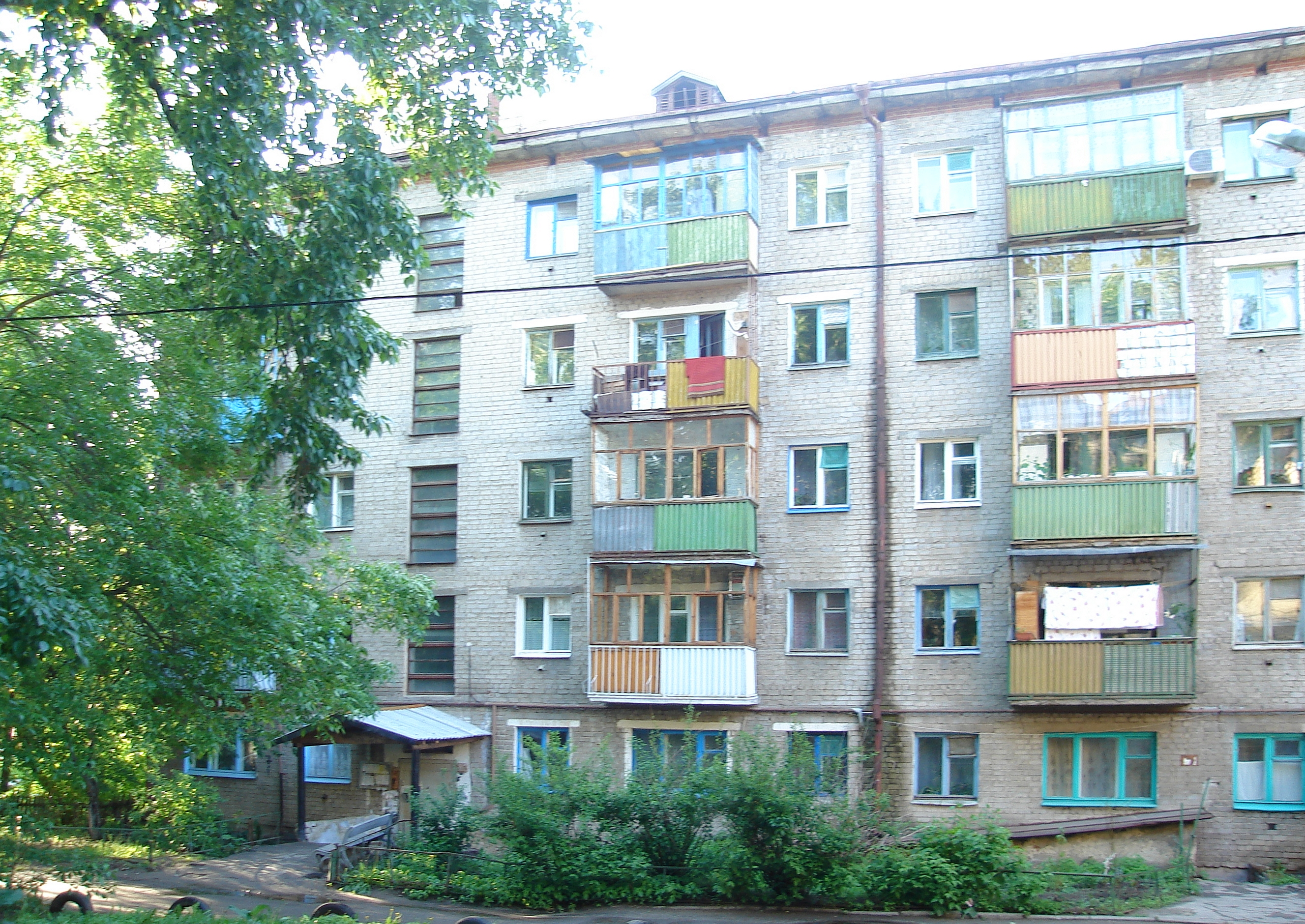
Típicas construcciones del tipo de las jrushchovkas en la ciudad rusa de Kazán.

Los edificios de este tipo se hallan distribuidos en grandes números a lo largo y ancho de la antigua Unión Soviética. Estas construcciones fueron inicialmente consideradas como viviendas temporales hasta que la carestía habitacional fuese finalmente resuelta con la supuesta llegada definitiva del comunismo, el cual acabaría con la escasez de todo tipo de bienes, y bajo el cual se cumpliría con su prometida consigna "de cada cual según su trabajo, y a cada cual según sus necesidades". El mismo Nikita Jrushchov declaró que "la Unión Soviética ingresaría en el umbral del comunismo en veinte años" (es decir, para la década de 1980). Sin embargo, para cuando ese decenio llegó el país más bien se hallaba en la etapa que llegaría a ser conocida como del "estancamiento". Tiempo más tarde, Leonid Brézhnev prometió que cada familia tendría un departamento con “una habitación separada para cada persona más un cuarto extra adicional”, pero tras más de 30 años de su muerte, mucha gente aún continúa viviendo en sus antiguas jrushchovkas originales.
Los tipos estándar de jrushchovkas se clasifican en "descartables" —con un tiempo de vida útil calculado en unos 25 años— (сносимые серии, transliterado como snosímye sérii) y "permanentes" (несносимые серии, niesnosímye sérii). Esta distinción era importante en Moscú y en otras ciudades relativamente ricas, en las cuales las viejas jrushchovkas están siendo demolidas para hacer lugar para nuevas construcciones de mayor densidad habitacional (más altos). Las autoridades administrativas de la propia capital rusa planearon completar este proceso en 2009. Por su parte, las comunidades menos pudientes tendrán que conformarse con estirar lo más que puedan la duración de sus jrushchovkas (algunas de las cuales ya se encuentran en un estado de deterioro relativamente grande).